# Rufus Blodgett

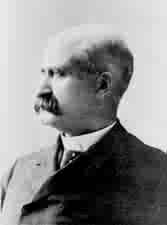
Rufus Blodgett

Rufus Blodgett, född 9 oktober 1834 i Dorchester, New Hampshire, död 3 oktober 1910 i Long Branch, New Jersey, var en amerikansk demokratisk politiker. Han representerade delstaten New Jersey i USA:s senat 1887-1893.
Blodgett gick i skola i Wentworth. Han arbetade som metallarbetare och flyttade 1866 till New Jersey. Han blev senare bankdirektör i Long Branch och var dessutom verksam inom järnvägsbranschen.
Blodgett efterträdde 1887 William Joyce Sewell som senator för New Jersey. Han kandiderade inte till omval efter en mandatperiod i senaten och efterträddes som senator av James Smith Jr. Blodgett var borgmästare i Long Branch 1893-1898.
Blodgetts grav finns på Village Cemetery i Wentworth, New Hampshire.